# Tua Forsström

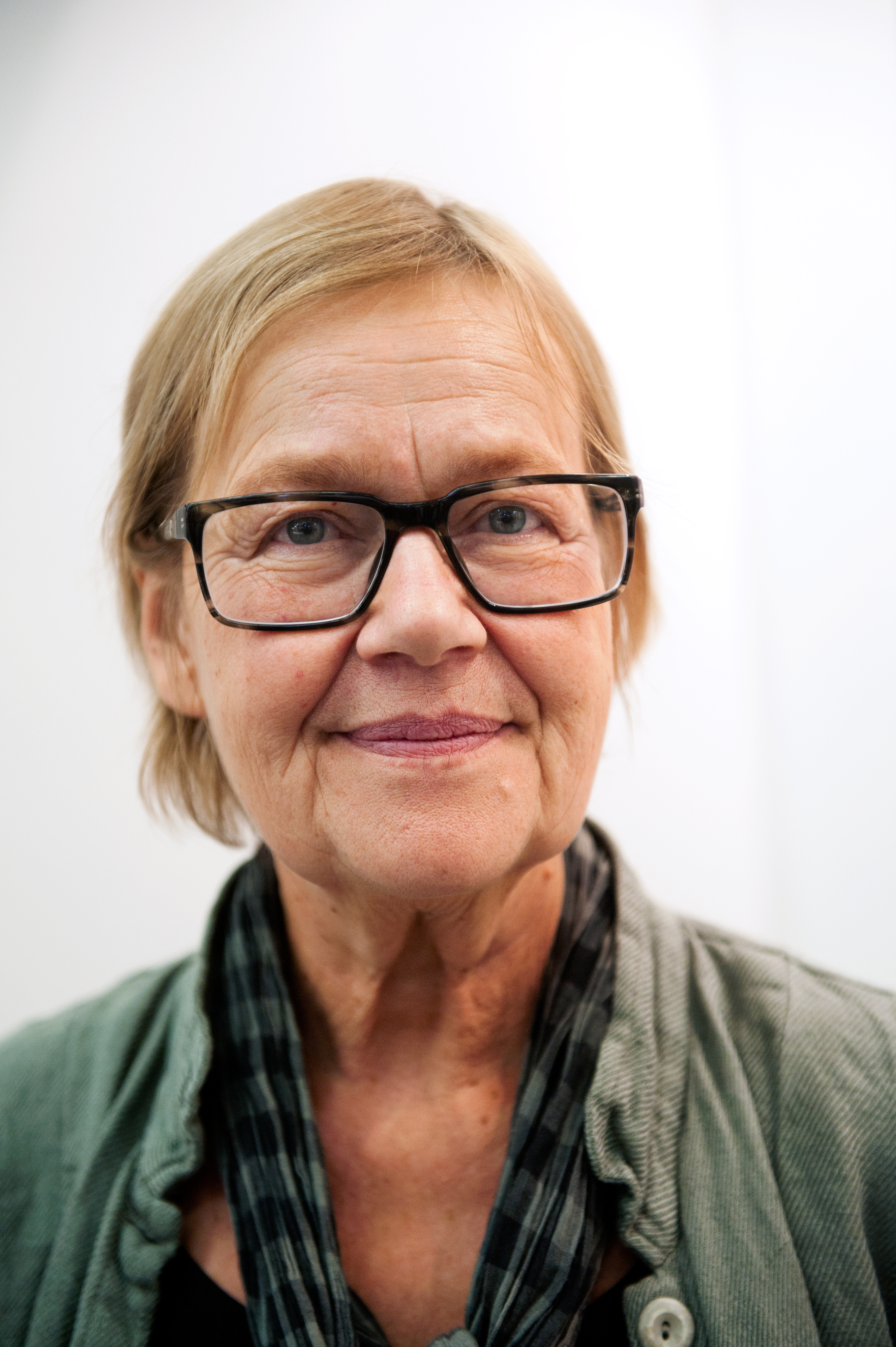
Tua Forsström im Jahr 2011

Tua Birgitta Forsström (* 2. April 1947 in Porvoo, Uusimaa) ist eine finnlandschwedische Schriftstellerin, die neben Finnland und Schweden insbesondere im englischen Sprachraum größere Aufmerksamkeit findet.

## Leben
Tua Forsström gab ihr literarisches Debüt 1972 mit dem Gedichtband En dikt om kärlek och annat, hatte ihren Durchbruch insbesondere im englischen Sprachraum aber erst 1987 mit ihrem sechsten Gedichtband Snöleopard, dessen englische Übersetzung Snow Leopard 1990 mit dem britischen Poetry Book Society Translation Award ausgezeichnet wurde.
Im Jahr 2006 erschien beim britischen Verlag Bloodaxe Books eine umfangreiche Sammlung ihrer Gedichte unter dem Titel I Studied Once at a Wonderful Faculty, die die Bände Snöleopard, Parkerna (1992), Efter att ha tillbringat en natt bland hästar sowie eine neue Gedichtsequenz mit dem Titel Minerals enthielt. Darüber hinaus wurde 2007 eine deutschsprachige Ausgabe ausgesuchter Gedichte in Übersetzungen von Paul Berf aus den Jahren 1987 bis 2006 mit dem Titel Ich habe einen Bernsteinring, der durchs Seewasser schimmert herausgegeben.
Ihr Werk ist geprägt durch die Darstellung der Landschaften Finnlands und Reisen, aber auch von Konflikten in Beziehungen. Oftmals benutzt sie dabei Zitate von Egon Friedell, Ludwig Wittgenstein, Hermann Hesse und Friedrich Nietzsche, die sie teilweise unmittelbar in ihre Gedichte einfügt, zum anderen aber auch als Einführung nutzt oder als Zwischentitel für einzelne Sequenzen. In dem mit dem Literaturpreis des Nordischen Rates ausgezeichneten Gedichtband Efter att ha tillbringat en natt bland hästar benutzte sie Zitate aus dem 1979 gedrehten Film Stalker von Andrei Arsenjewitsch Tarkowski, die sie als Zwischentitel von Teilstücken verwendete und auf Einzelseiten platzierte, ohne direkte Quellenangabe, die sie erst in einem Gesamtzitatverzeichnis am Ende der Gedichtsammlung nachholte.
Am 7. Februar 2019 wurde sie in die Schwedische Akademie eingewählt.

## Preise und Auszeichnungen (Auswahl)
- 1988 Edith-Södergran-Preis
- 1992 Finnland-Preis der Schwedischen Akademie
- 1993 Gerard Bonniers lyrikpris
- 1998 Literaturpreis des Nordischen Rates für ihren Gedichtband Efter att ha tillbringat en natt bland hästar
- 1998 Karl-Emil-Tollander-Preis
- 2003 Bellman-Preis
- 2007 Aniara-Preis
- 2007 Großer Preis des Samfundet De Nio
- 2018 Bellman-Preis

## Weitere Veröffentlichungen
- Där anteckningarna slutar (1974)
- Egentligen är vi mycket lyckliga (1976)
- Tallört (1979)
- September (1983)
- Marianergraven (1990)
- Jag studerade en gång vid en underbar fakultet (2003)

zum Gedichtband in deutscher Sprache
- Ich habe einen Bernsteinring, der durchs Seewasser schimmert, Edition Thurnhof, Horn 2007. ISBN 3-900678-89-8